# Анойя (дим)
Ано́йя (греч. Δήμος Ανωγείων) — община (дим) в Греции в центральной части Крита на востоке периферийной единицы Ретимни в периферии Крит у подножья горы Ида. Население 2379 жителей по переписи 2011 года. Площадь 102,632 квадратного километра. Плотность 23,18 человека на квадратный километр. Административный центр — Анойя. Димархом на местных выборах 2019 года избран Сократис Кефалояннис (Σωκράτης Κεφαλογιάννης).

## Административное деление
Община (дим) Анойя включает два населённых пункта.
| Населённый пункт | Население (2011), человек |
| ---------------- | ------------------------- |
| Анойя            | 2319                      |
| Сисарха          | 60                        |